# ستيفن ميلر (منافس ألعاب قوى)
ستيفن ميلر (بالإنجليزية: Stephen Miller)‏ هو منافس ألعاب قوى بريطاني، ولد في 27 مايو 1980 في نيوكاسل أبون تاين في المملكة المتحدة.

## روابط خارجية
- ستيفن ميلر على موقع Paralympic.org (الإنجليزية)
- ستيفن ميلر على موقع IPC.InfostradaSports.com (مؤرشف) (الإنجليزية)
- ستيفن ميلر على موقع اللجنة البارالمبية البريطانية (الإنجليزية)